# Zermatt
Zermatt (vechea denumire în franceză Praborgne) este o comună în districtul Visp, cantonul Valais, Elveția. Comuna se află la capul liniei de la calea ferată Matterhorn-Gotthard, în partea superioară a văii Matter la altitudinea de 1.610 m deasupra n.m., la poalele piscului Matterhorn.

## Date geografice
Zermatt se întinde pe o suprafață de 242.67 km² și avea în 2009 o populație de 5.828 de locuitori.
Munții regiunii Zermatt se află la granița cu Italia, legătura cu țara vecină fiind posibilă numai drumeților și schiorilor prin Pasul Theodul (3.301 m). Zermatt este un important centru turistic elvețian, preferat de alpiniști, schiori și iubitorii de drumeție.

## Legături externe
Materiale media legate de Zermatt la Wikimedia Commons
- Site-ul localității Zermatt
- Site-ul Einwohnergemeinde Zermatt
- Site-ul Burgergemeinde Zermatt Arhivat în 6 octombrie 2011, la Wayback Machine.
- Der Berg und das Dorf, revista Merian